# Lamar Hunt U.S. Open Cup 2008
La Lamar Hunt U.S. Open Cup 2008 è stata la novantacinquesima edizione della coppa nazionale statunitense. È iniziata il 10 giugno 2008 e si è conclusa il 3 settembre 2008.
Il torneo è stato vinto dal Seattle Sounders che ha battuto in finale i D.C. United per 2-1.

## Squadre partecipanti

### MLS
- Chicago Fire
- Chivas USA
- FC Dallas
- Houston Dynamo
- K.C. Wizards
- N.E. Revolution
- N.Y. Red Bulls
- D.C. United

### USL First Division
- Atlanta Silverbacks
- Carolina RailHawks
- Charleston Battery
- Miami
- Minnesota Thunder
- Portland Timbers
- Rochester Rhinos
- Seattle Sounders

### USL Second Division
- Cleveland City Stars
- Charlotte Eagles
- Crystal Palace B.
- Harrisburg City I.
- Pittsburgh Riverhounds
- Richmond Kickers
- Real Maryland
- Western Mass Pioneers

### PDL
- Austin Aztex U23
- Bradenton Academics
- Brooklyn Knights
- Fredericksburg Gunners
- Los Angeles Legends
- Michigan Bucks
- Yakima Reds
- St. Louis Lions

### USASA
- RWB Adria
- Boston Olympiakos
- Clearwater Galatics
- A.A.C Eagles
- Hollywood United
- Arizona Sahuaros
- New Stars
- New York Pancyprian-Freedoms

## Date
| Turno            | Data             |
| ---------------- | ---------------- |
| Primo turno      | 10 giugno 2008   |
| Secondo turno    | 24 giugno 2008   |
| Terzo turno      | 1º luglio 2008   |
| Quarti di finale | 8 luglio 2008    |
| Semifinali       | 12 agosto 2008   |
| Finale           | 3 settembre 2008 |

## Secondo Turno
| Squadra 1              | Risultato       | Squadra 2             |
| ---------------------- | --------------- | --------------------- |
| Cleveland City Stars   | 2 - 1 (dts)     | Minnesota Thunder     |
| Crystal Palace B.      | 2 - 2 (3-1 dcr) | Harrisburg City I.    |
| Richmond Kickers       | 2 - 1           | Western Mass Pioneers |
| Real Maryland          | 0 - 1           | Carolina RailHawks    |
| Pittsburgh Riverhounds | 0 - 3           | Rochester Rhinos      |
| Charlotte Eagles       | 1 - 2           | Charleston Battery    |
| Atlanta Silverbacks    | 0 - 1           | Miami                 |
| Hollywood United       | 0 - 6           | Seattle Sounders      |

## Terzo Turno
| Squadra 1            | Risultato       | Squadra 2          |
| -------------------- | --------------- | ------------------ |
| Richmond Kickers     | 0 - 3           | N.E. Revolution    |
| Houston Dynamo       | 1 - 1 (3-4 dcr) | Charleston Battery |
| N.Y. Red Bulls       | 0 - 2           | Crystal Palace B.  |
| K.C. Wizards         | 4 - 2 (dts)     | Carolina RailHawks |
| Rochester Rhinos     | 0 - 2           | D.C. United        |
| Cleveland City Stars | 1 - 4           | Chicago Fire       |
| Miami                | 1 - 2           | FC Dallas          |
| Chivas USA           | 0 - 2           | Seattle Sounders   |

## Quarti di finale
| Squadra 1          | Risultato       | Squadra 2        |
| ------------------ | --------------- | ---------------- |
| Crystal Palace B.  | 1 - 1 (3-5 dcr) | N.E. Revolution  |
| Chicago Fire       | 1 - 2 (dts)     | D.C. United      |
| Charleston Battery | 3 - 1           | FC Dallas        |
| K.C. Wizards       | 0 - 0 (5-6 dcr) | Seattle Sounders |

## Semifinali
| Squadra 1        | Risultato       | Squadra 2          |
| ---------------- | --------------- | ------------------ |
| N.E. Revolution  | 1 - 3           | D.C. United        |
| Seattle Sounders | 0 - 0 (3-4 dcr) | Charleston Battery |

## Finale
| Arbitro: | Mark Geiger |

|            |           |                    |
| Fuller 10’ | Marcatori | Emilio 4’ Fred 50’ |